# Diora (gemeente)
Diora is een gemeente (commune) in de regio Ségou in Mali. De gemeente telt 16.000 inwoners (2009).